# Фенні Буллок Воркмен
Фенні Буллок Воркмен (англ. Fanny Bullock Workman, нар. 8 січня 1859 — пом. 22 січня 1925) — американська географка, картографка, мандрівниця, письменниця та альпіністка, зокрема в Гімалаях. Вона була однією з перших професійних жінок-альпіністок, встановила кілька жіночих рекордів висоти над рівнем моря, опублікувала вісім книг про подорожі разом зі своїм чоловіком і відстоювала права та виборче право жінок.
Воркмен народилася в заможній родині, завдяки чому мала змогу здобути освіту в найкращих школах, доступних для жінок, і подорожувала Європою. Вона вважала себе Новою Жінкою, яка може зрівнятися з будь-яким чоловіком. Після шлюбу з Вільямом Хантером Воркменом, Фенні познайомилася зі скелелазінням та подорожувала світом з чоловіком. Вони змогли заробити на своєму багатстві та зв'язках для подорожей навколо Європи, Північної Африки та Азії. Воркмени почали свої подорожі з велосипедних турів Швейцарією, Францією, Італією, Іспанією, Алжиром та Індією. Вони проїхали на велосипеді тисячі миль, ночуючи всюди, де могли знайти притулок. Про кожну поїздку вони писали книги, і Воркмен часто коментувала стан життя жінок, яких бачила під час подорожей.
Наприкінці своєї велосипедної подорожі Індією подружжя відправилося до Західних Гімалаїв і Каракоруму, де познайомилося з високогірним сходженням. Протягом наступних 14 років вони поверталися в цей тоді ще не досліджений регіон вісім разів. Попри відсутність сучасного альпіністського спорядження, Воркмени досліджували кілька льодовиків і досягли вершини кількох гір, зрештою досягнувши піку Пінакл – 7010 м, що було рекордом висоти серед жінок на той час.
Після поїздок до Гімалаїв Воркмени читали лекції про свої подорожі, їх запрошували до вчених товариств. Фенні Воркмен стала першою американкою, яка читала лекції в Сорбонні, і другою, яка виступала в Королівському географічному товаристві. Воркмен здобула багато почесних медалей від європейських скелелазних і географічних товариств і була визнана однією з найкращих скелелазів свого часу. Вона продемонструвала, що жінка може підійматися на великі висоти так само добре, як і чоловік, і допомогла подолати гендерний бар'єр в альпінізмі.

## Раннє життя

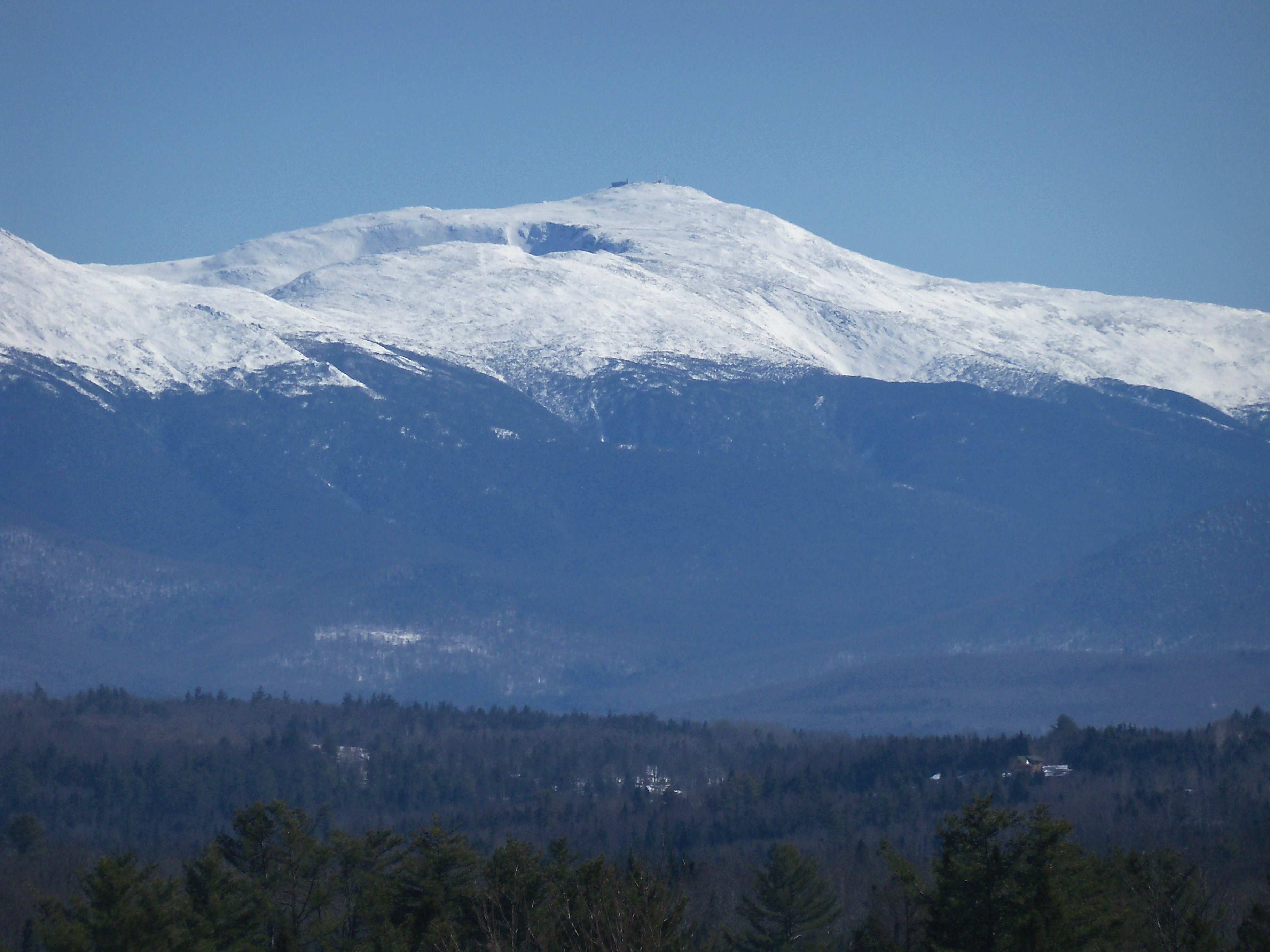
Свою любов до скелелазіння Фенні Воркмен відкрила після відвідування гори Вашингтон

Фенні Буллок Воркмен народилася 8 січня 1859 року у Вустері, штат Массачусетс, у заможній елітній родині, що походила від пілігримів; вона була наймолодшою з трьох дітей. Її матір'ю була Ельвіра Хазард, а батьком — Александр Буллок, бізнесмен і республіканський губернатор штату Массачусетс. Після смерті батька своєї дружини, Александр став одним із найбагатших людей у Массачусетсі, що дозволило Буллокам дати освіту доньці завдяки залученню гувернанток. Після цього Фенні потрапила до школи міс Грехем у Нью-Йорку, далі провела деякий час у Парижі, а потім у Дрездені, де набула вільного володіння німецькою та французькою мовами, що стало важливим для її майбутнього. Збереглася невелика кількість її оповідань того часу, в яких уже описується її інтерес до пригод. Так, в «Епізоді з відпустки» вона описує красиву та аристократичну англійську дівчину, яка зневажливо ставиться до суспільства. Вона тікає до Гріндельвальда, стає чудовою альпіністкою та одружується з американцем. Історія охоплює більшу частину власного життя Фенні: жагу до подорожей, любов до гір і відданість правам жінок. 1886 року Воркмен опублікувала в журналі New York розповідь-новелу, події якої розгортаються під час Першої індіанської війни та яка розповідає про «захоплення та порятунок білої дівчини»; рецензент історії заявив, що вона була «розказана в дуже приємному та захопливому стилі».
1879 року Воркмен повернулася до США, а 16 червня 1882 року одружилася з Вільямом Гантером Воркменом, чоловіком, який був на 12 років старший за неї. Він, як і сама Фенні, був із заможної та освіченої родини, відвідував Єльський університет і здобув медичну освіту в Гарварді. 1884 року у Воркменів народилася донька Рейчел.
Вільям познайомив Фенні зі скелелазінням після їхнього одруження, і разом вони провели багато літніх сезонів у Білих горах у Нью-Гемпширі; тут Воркмен кілька разів піднялася на гору Вашингтон (1918 м). Скелелазіння на північному сході США дозволило Фенні розвивати свої здібності разом з іншими жінками. На відміну від європейських клубів, тодішні американські клуби скелелазіння в Білих горах допускали до членства жінок і заохочували їх до сходження. Вони просували нове бачення американської жінки, яка була водночас домашньою та спортивною, і Воркмен сприйняла цей образ із ентузіазмом. До 1886 року кількість жінок іноді перевищувала кількість чоловіків у туристичних експедиціях у Новій Англії. У своїй статті про гендерну динаміку скелелазіння в регіоні Дженні Ерні-Стейнер стверджує, що цей досвід сформував відданість Воркмен правам жінок, оскільки «жоден інший відомий міжнародний альпініст того часу, чоловік чи жінка, не говорив так відкрито і палко про права жінок». Попри все це обом Воркменам не подобалася провінційність життя у Вустері, і вони прагнули жити у Європі. Після того, як батьки Фенні та Вільяма померли, залишивши їм величезні маєтки, подружжя вирушило у свою першу велику європейську подорож — тур Скандинавією та Німеччиною.

## Переїзд у Європу та велотури
1889 року Воркмени переїхала до Німеччини, посилаючись на стан здоров'я Вільяма, хоча це могло бути лише приводом, оскільки він швидко одужав. Друга дитина пари, син Зігфрід, народився незабаром після того, як вони прибули до Дрездена. Фенні вирішила не виконувати традиційно обмежені ролі дружини та матері, і стала письменницею та авантюристкою. Не минуло й року після народження Зігфріда, як своїх двох дітей Воркмени довірили няням, що дозволило обом батькам вирушити в подорожі на безпечному велосипеді — у ті часи нещодавно популярному винаході.
Воркмен жила енергійним життям, яке відрізнялося від ідеалізованої жіночності 1800-х років. Як феміністка, вона вважала себе прикладом ідеї, що жінки можуть бути рівними та перевершувати чоловіків, і втілювала в собі концепцію Нової Жінки. Воркмен повністю знехтувала суспільними очікуваннями щодо традиційної дружини, відданої сімейному життю. Натомість вона націлилася на іншу ідентичність, яка звільнила її від звичайних жіночих обов'язків і дозволила реалізувати власні амбіції. Крім того, оскільки ідеальна сім'я того часу була великою, а інформація про контроль народжуваності була важкодоступною, медичні знання Вільяма були безцінними для вибору стилю життя Воркменів.
Те, що починалося як прості поїздки до найближчих міст, незабаром перетворилося на складні велосипедні експедиції такими країнами, як Італія, Франція, Швейцарія. 1893 року син Воркменів Зігфрід помер від поєднання грипу та пневмонії. Після його смерті Воркмен, за словами Томаса Полі, у своїх велосипедних турах «агресивно переслідувала альтернативну ідентичність, яка звільнила її від звичайних обов'язків дружини та матері та врахувала її інтереси та амбіції». Воркмени пропустили весілля своєї доньки з сером Олександром МакРобертом у 1911 році, оскільки в той час досліджували Каракорум.
Разом Воркмени досліджували світ і написали 8 книжок про подорожі, які описують людей, мистецтво та архітектуру регіонів, якими вони подорожували, та більшість розповідей завжди писала Фенні. Воркмени усвідомлювали свій внесок у жанр подорожей, оскільки вони коментували інших письменників у своїх власних творах. Їхні розповіді мали як ліричні описи заходу сонця, так і докладні пояснення географічних особливостей, таких як льодовики. Фенні та Вільям додали наукові елементи до своїх творів, щоб звернутися до авторитетних організацій, таких як Королівське географічне товариство; Фенні також вірила, що наука зробить її легітимнішою в очах спільноти скелелазів. Загалом їхні розповіді про велосипедні подорожі сприйняли краще, ніж розповіді про альпінізм.
Фенні написала більшість книг про подорожі сама, і в них багато коментувала важке становище жінок, куди б не подорожувала. У її текстах існує прихована феміністична критика труднощів, яких зазнали жінки, і нижчого статусу жінок у суспільствах, з якими вона стикалася. Як відверта прихильниця прав жінок, Воркмен використовувала подорожі, щоб продемонструвати власні здібності та висвітлити нерівність, за якої жили інші жінки.
Між 1888 і 1893 роками Воркмени здійснили велосипедні подорожі Швейцарією, Францією та Італією. 1891 року Фенні стала однією з перших жінок, які піднялися на Монблан. Вона також була однією з перших жінок, які піднялися на Юнгфрау та Маттергорн; її провідником був Петер Таугвальдер, який здійснив перше сходження разом з Едвардом Вімпером. 1893 року подружжя вирішило досліджувати території за межами Європи та вирушило до Алжиру, Індокитаю та Індії. Ці тривалі подорожі були ідеєю Фенні. Першим тривалим туром подружжя була подорож Іспанією на велосипеді довжиною 4506 км у 1895 році; кожен з них ніс 9,1 кг багажу, і вони в середньому проїжджали 72 км на день, а іноді й до 130 км. Пізніше вони разом написали «Sketches Awheel in Modern Iberia» про свою подорож, де описали Іспанію як «сильну, химерну та чарівну», також називали країну Іберією. У «Algerian Memories» Фенні зосередилася на красі та романтиці сільської місцевості, але також підкреслила жорстоке поводження з жінками та нехтування ними в алжирському суспільстві

## Індія

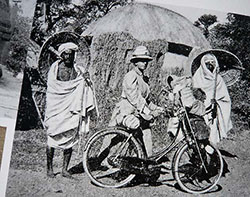
Фенні Буллок Воркмен у своїй велосипедній подорожі Індією (прибл. 1897 рік)

Подорож Воркменів до Індії, Бірми, Цейлону та Яви тривала два з половиною роки, починаючи з листопада 1897 року, і охопила 22 531 км. На той час Фенні було 38 років, а Вільяму — 50. Вони проїхали на велосипеді приблизно 6 400 км від найпівденнішого краю Індії до Гімалаїв на півночі. Щоб забезпечити доступ до припасів, вони їхали вздовж головних магістралей поблизу залізниць й іноді були змушені спати в залах очікування вокзалів, якщо не було іншого житла. Вони мали мінімальні запаси, зокрема чай, цукор, печиво, сир, м'ясні консерви, воду, подушки, ковдру для кожного з них, письмове приладдя, медичні та ремонтні набори. Вони відмовилися від своїх велосипедів на північному кінці своєї подорожі та подолали перевали між 4267 м і 5486 м.

Подорож була виснажливою. Воркмени часто мали мало їжі чи води, мали справу зі зграями комарів, виправляли до 40 проколів велосипедних шин на день і спали в приміщеннях, де було багато щурів. У книзі Фенні Воркмен, написаній після подорожі, висвітлювалась стародавня архітектура, яку вони бачили, а не сучасні місцеві культури. Воркмен згадує в «My Asiatic Wanderings» про Індію: 
«Я проїхала через багато чарівних краєвидів, у пальмових і баньянових канавках Орісси, над зеленими та червоними схилами Тераї… Але я ніколи не проїжджала на велосипеді 1900 км у країні, такій незмінно прекрасній».
Воркмени володіли незвичайною кількістю історичних знань про Індію для західних людей того часу і читали Джатаки, Махабхарату та Рамаяну перед своєю подорожжю. Вони прагнули дізнатися про культуру, яка породила ці епоси, і витрачали більше часу на вивчення стародавньої історії, ніж на спілкування з живими людьми.

### Трудові питання
Влітку 1898 року подружжя вирішило втекти від спеки та дослідити західні Гімалаї та Каракорум. Після цього вони мали намір дослідити територію навколо Канченджанги в Сіккімі, а потім відправитися в гори, що межують з Бутаном на сході. Бюрократичні труднощі та погодні проблеми заважали їхнім планам. Воркмени постійно боролися з трудовими проблемами, їм потрібні були місцеві вантажники, щоб носити спорядження для них, оскільки вони не могли нести достатню кількість для себе для багатомісячної експедиції. Їм довелося перевезти намети, спальні мішки для гаг, знімальне обладнання, наукові інструменти та великий запас їжі. Вони найняли 45 носіїв, спорядили їх для базових поїздок у гори та закупили провізію, але витрати різко зросли, коли в селах поширювалися новини про багатих американців. Вони не могли виїхати до 3 жовтня, а тоді наближалися холоди. Воркмени скаржилися у своїх писаннях на носіїв, яких вони найняли, з якими було важко працювати й вони відмовлялися проходити більше ніж 8,0 км на день. Через три дні своєї подорожі Воркмени досягли місцевості, де був сніг, і носильники збунтувалися; вони відмовилися працювати в таких холодних умовах і змусили всю групу повернутися в Дарджилінг. Місцеві жителі рідко підіймалися в гори й не звикли виконувати накази від жінки, що ускладнювало становище Фенні.

## Альпінізм в Гімалаях
— Вільям і Фенні Воркмени, "The Call of the Snowy Hispar"
Після першої подорожі до Гімалаїв Воркмени захопилися скелелазінням й альпінізмом. Протягом 14 років вони вісім разів подорожували до місцевості, яка на той час була майже повністю недослідженою та не нанесеною на карту. Їхні подорожі здійснювалися без сучасного легкого обладнання, ліофілізованих продуктів, сонцезахисних кремів або радіо. У кожній експедиції вони досліджували, знімали, фотографували та зрештою повідомляли про свої знахідки та створювали карти. Подружжя ділило та чергувало обов'язки; одного року Фенні організувала логістику їхньої подорожі, а Вільям працював над науковими проєктами, а наступного року вони помінялися ролями.
Після своєї першої поїздки в Гімалаї та подальших трудових проблем Воркмени найняли Маттіаса Цурбріггена, найкращого та найдосвідченішого гіда-альпініста того часу. Таким чином, 1899 року з 50 місцевими носильниками та Цурбріггеном Воркмени почали досліджувати льодовик Біафо в Каракорумі, але небезпечні тріщини та погана погода змусили їх натомість перейти до льодовика Скоро-Ла та нездобутих вершин навколо нього. Вони досягли Зігфрідгорна, вершини заввишки 5700 м, яку Воркмен назвала на честь свого сина, коли встановила рекорд висоти для жінок того часу.. Далі вони розбили табір на висоті 5182 м і піднялися на вершину 5928 м, назвавши її горою Буллок Воркмен. Звідти вони бачили К2, другу за висотою гору у світі. Фенні Воркмен, можливо, була першою жінкою, яка побачила її. Наприкінці вони піднялися на Косер-Гунге (6400 м), завдяки чому Фенні поставила третій поспіль рекорд висоти. Це було складно: Воркменам довелося найняти нових носіїв, створити новий базовий табір і залишитися ночувати на висоті приблизно 5486 м.
За першої можливості Фенні Воркмен опублікувала звіти про свої подвиги, наприклад статтю в шотландському географічному журналі. Пишучи докладно про цю подорож у «In the Ice World of the Himalayas», вона докладала зусиль, щоб додати наукову інформацію та експерименти, та рекламувала свій власний модифікований барометр як кращий, але вчені-критики не були цим вражені та вказали на відсутність у Воркмен наукових знань. Популярні рецензенти, з іншого боку, насолоджувалися книгою, і один із них зробив висновок: «Ми без вагань стверджуємо, що докторка й місис Воркмен написала одну з найвидатніших книг про подорожі останніх років».

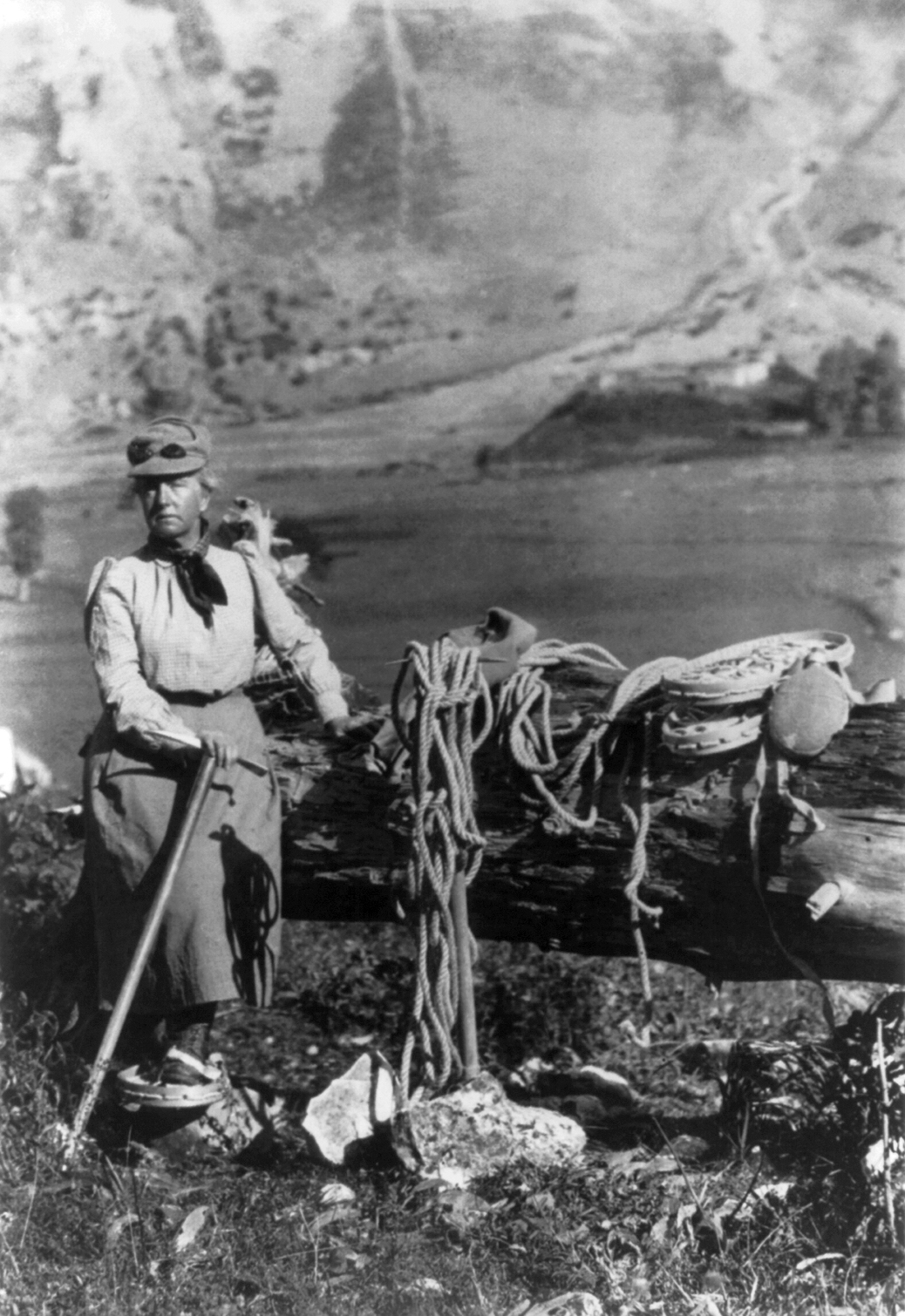
Воркмен з альпіністським спорядженням.

1902 року Воркмени повернулися до Гімалаїв і стали першими жителями Заходу, які досліджували льодовик Чого Лунгма, починаючи з Аранду. Вони найняли 80 носії та взяли чотири тонни запасів, але їхні дослідження були обмежені через майже постійний сніг і 60-годинний шторм. 1903 році Воркмени здійснили похід до льодовика Хох Лумба з гідом Сіпрієном Савоє. Вони також спробували піднятися на сусідню гору, яку вони назвали Пік Піраміда (пізніше перейменована на Спантік, як частина гір Спантік-Сосбун). Подружжя піднялося на вершину висотою 6 878 м, що стало новим рекордом висоти для Фенні.
Повернувшись із мандрівок, Воркмени читали лекції в усій Європі. Фенні читала лекції англійською, німецькою чи французькою, залежно від нагоди. Під час одного виступу в Ліоні, Франція, в аудиторії зібралися 1000 людей, а ще 700 не змогли до неї потрапити. У 1905 році Фенні стала другою жінкою, яка виступила перед Королівським географічним товариством (Ізабелла Берд була першою в травні 1897 року). Виступ Воркмен також згадувався в The Times.

1906 року Воркмени повернулися до Кашміру й були першими жителями Заходу, які досліджували гірський масив Нун-Кунь. Для цієї подорожі подружжя найняло шість італійських носильників з Альп, 200 місцевих носильників, а Савоє знову був із ними як гід. Вони запланували послідовність із чотирьох таборів від 5 382 м до 6 401 м. Попри проблеми з працею, Воркмени провели ніч вище, ніж будь-які попередні альпіністи — 6 181 м на вершині Z1 на Нун-Кунь. Вільям писав про Фенні: 
Вона зосереджувала свою увагу на наміченій меті, часто не звертаючи уваги на труднощі й навіть небезпеки, які могли стояти на шляху її досягнень. Вона йшла вперед із рішучістю досягти успіху та сміливістю, яка досягла успіху там, де менш рішучі зусилля були б невдалими. Вона вірила в те, що потрібно використовувати кожну можливість. Вона не здавалась і ніколи першою не запропонувала повернутися перед обличчям невтішних обставин.
Карта, яку Воркмени зробили під час цієї поїздки, була низької якості. У них не було хорошого відчуття топографічного напрямку, що означало, що їхні вимірювання були неточними та непридатними для використання Індійською геодезичною службою.

### Пік Пінакл і рекорд висоти

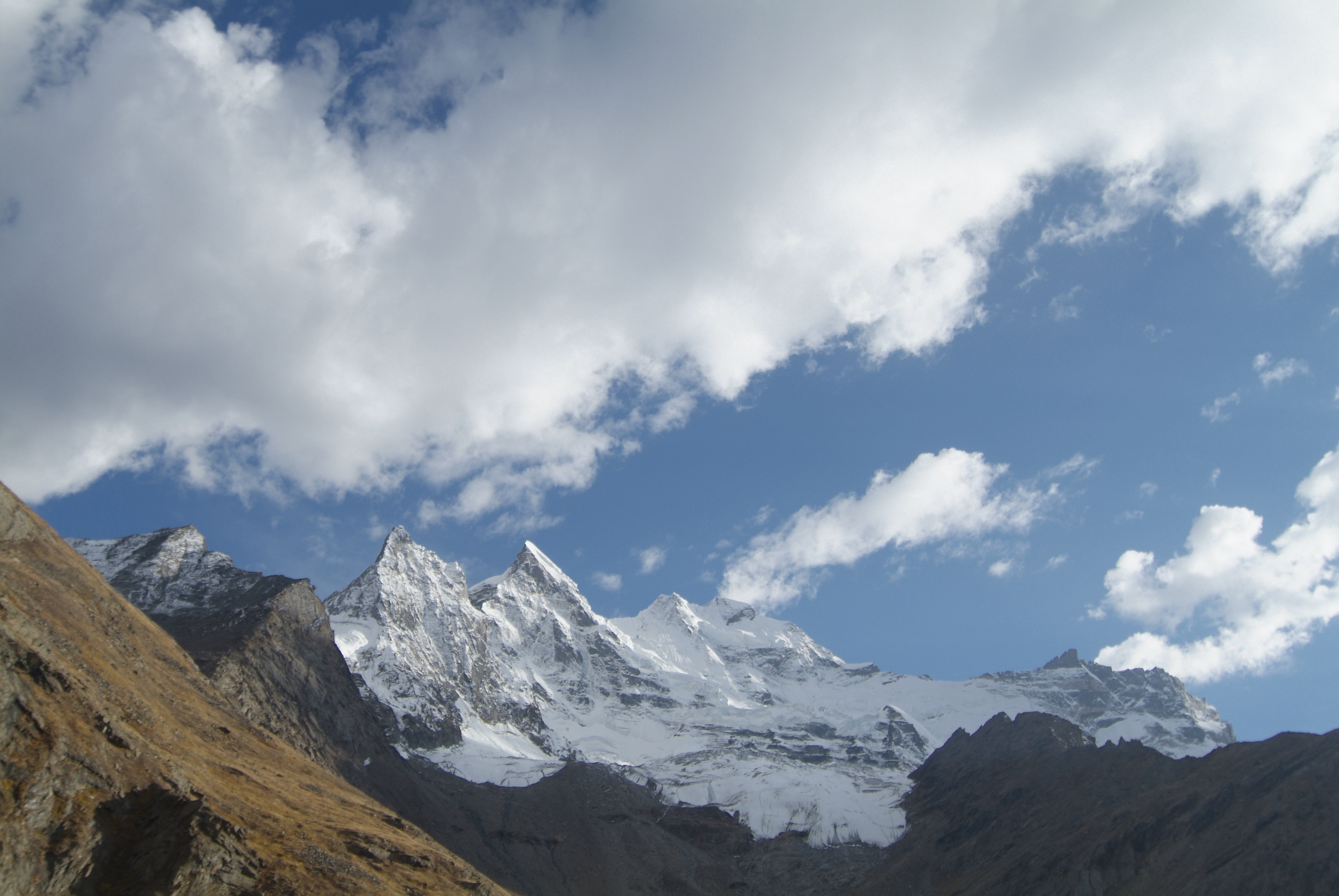
Гора Кун (у центрі) і пік Пінакл (ліворуч) від долини Суру

1906 року у віці 47 років Воркмен піднялася на пік Пінакл (6930 м; як тоді вважала Воркмен — 7091 м), допоміжну вершину в масиві Нун Кун західних Гімалаїв. Це було найбільше досягнення Воркмен в альпінізмі. Вона встановила рекорд висоти для жінок, який протримався до 1934 року, коли Гетті Діренфурт зійшла на Сіа-Кангрі C (7 273 м). Після підняття вище позначки 7 000 м, як тоді думали Воркмени, вони вважали себе провідними експертами з підйому на висоту.
Воркмен захищала свій рекорд висоти Пінакл-Пік від усіх інших претендентів, особливо від Енні Сміт Пек. 1908 року Пек заявила про новий рекорд, піднявшись на перуанський Уаскаран, який, на її думку, становив 7 010 м. Однак вона була дезінформована щодо висоти вершини та перебільшених відстаней, які не могла виміряти. Воркмен мала такий дух суперництва, що заплатила групі французьких геодезистів із Service Géographique de l'Armée 13 000 дол. США, щоб виміряти висоту Уаскаран, яка насправді становила 6 768 м, щоб підтвердити чинність свого рекорду, а не Пек.

### Льодовики Гіспар і Сіачен

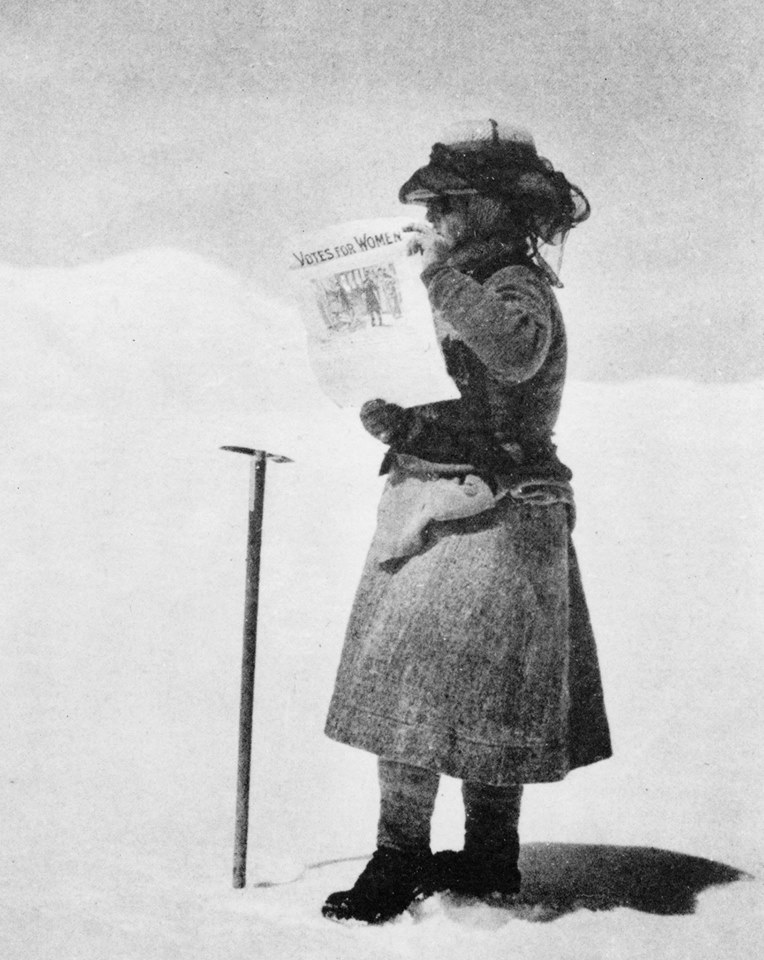
Фенні Воркмен на плато Срібного трону тримає газету з написом «Голосуй за жінок»

1908 року Воркмени повернулися в Каракорум і дослідили льодовик Гіспар завдовжки 61 км у регіоні Хунза Нагар; вони пройшли від Гілгіта до Нагіра через перевал Гіспар (5334 м) і на льодовик Біафо (завдовжки 60 км) до Асколе. Загальне подолання льодовиків стало ще одним рекордом Воркменів, а Фенні стала першою жінкою, яка подолала гімалайський льодовик такого розміру. Вони також були першими, хто досліджував численні бічні льодовики, а карти, створені їхніми італійськими носіями, допомогли вперше нанести на карту цей регіон. Воркмени фіксували фізіологічні ефекти великої висоти, вивчали льодовики та крижані вершини, а також проводили метеорологічні вимірювання, зокрема дані про висоту, записані як анероїдними барометрами, так і термометрами точки кипіння.
Дослідження Воркменами льодовиків Роуз і Сіачен завдовжки 72 км у Балтистані навколо Машербруму в 1911 і 1912 роках стало найважливішим досягненням у їхній кар'єрі, оскільки це був найширший і найдовший приполярний льодовик у світі та на той час найменш досліджений і доступний. Протягом двох місяців Воркмени досліджували льодовик, піднялися на кілька гір і склали карту місцевості. За весь час вони пройшли понад 4 572 м. Найвищою точкою їхнього сходження була Індіра, якій Воркмени самостійно дали назву. Під час цієї експедиції один із їхніх італійських провідників упав в ущелину й помер, а Фенні пощастило врятуватися. Далі вони пішли через перевал Сіа-Ла (5700 м) біля вершини льодовика Сіачен і через раніше недосліджену область до льодовика Кабері. На одному плато висотою 6 400 м Фенні розгорнула газету «Голосуй за жінок», а її чоловік зробив культове фото. Вони взяли підготовлених альпійських гідів та геодезистів, зокрема Гранта Петеркіна та Сурджана Сінгха, чий внесок забезпечив те, що, на відміну від численних інших карт, створених Воркменами, їхня карта льодовика Сіачен залишалася незмінною протягом багатьох років. Це дослідження та книга, що вийшла після нього, були одними з найбільших досягнень Воркмен.

## Пізніше життя і смерть

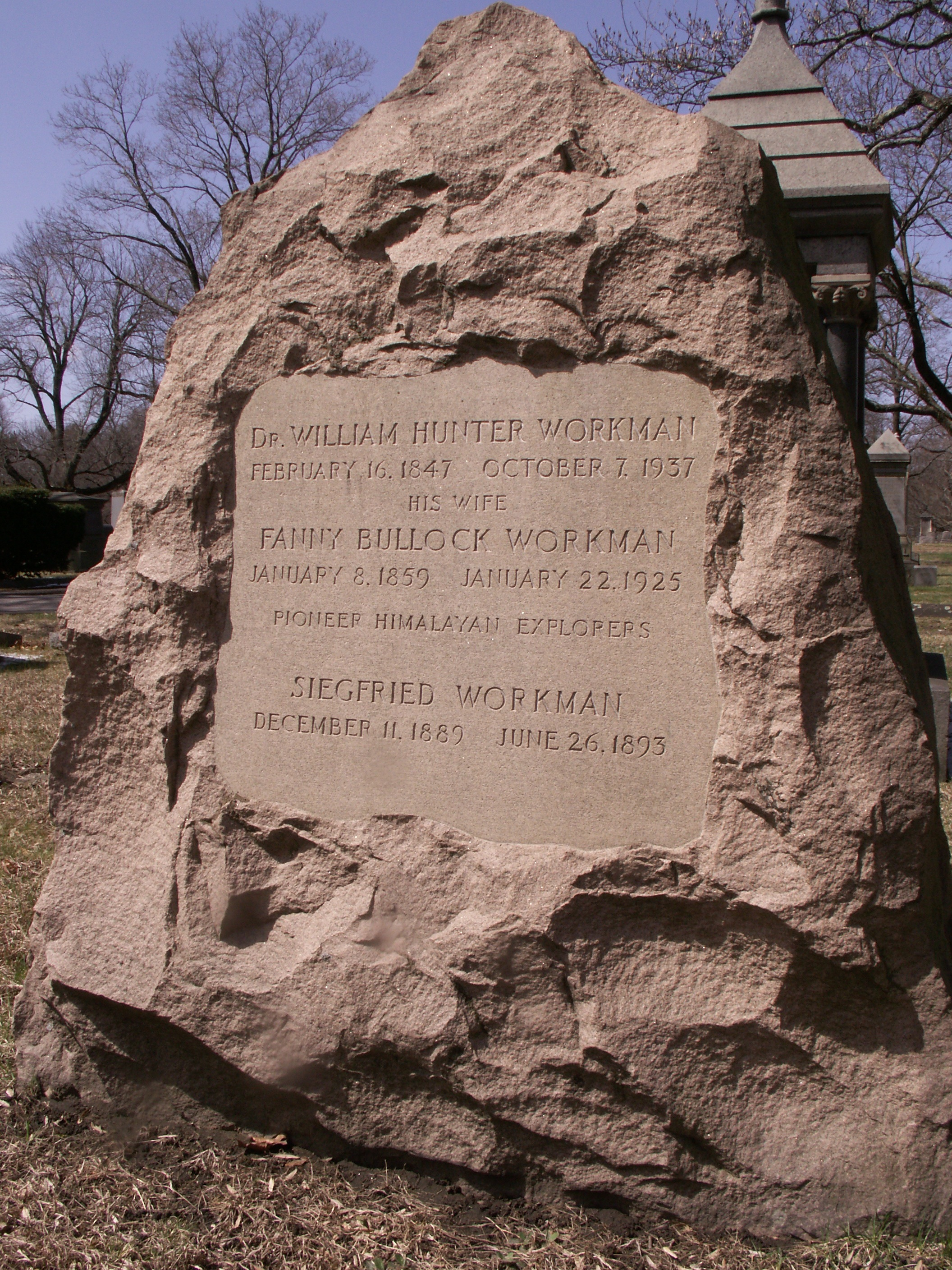
Пам'ятник Фенні Буллок Воркмен, сільське кладовище, Вустер, штат Массачусетс (ділянка 1500, сек. 31)

Після подорожі 1908—1912 років подружжя припинило дослідження й звернулося до писання та читання лекцій, головним чином через початок Першої світової війни. Воркмен стала першою американкою, яка читала лекції в Сорбонні в Парижі. Вона також була однією з перших жінок, прийнятих як члени Королівського географічного товариства, відзнаку, яку вона заслужила, оскільки її публікації містили наукові роздуми про зледеніння та інші явища. Вона також отримала почесні медалі від 10 європейських географічних товариств і зрештою була обрана членом Американського альпійського клубу, Королівського азійського товариства Великої Британії та Ірландії, Італійського альпійського клубу, Німецького та австрійського альпійського клубу, а також Французької федерації альпійських і гірських клубів. Воркмен дуже пишалася цими досягненнями та перераховувала їх на титульних сторінках своїх книжок.
Воркмен захворіла 1917 року й помер після тривалої хвороби 1925 року в Каннах, Франція. Її прах похований у Массачусетсі разом із прахом її чоловіка під пам'ятником у Вустері, штат Массачусетс, на сільському кладовищі з написом «Перші дослідники Гімалаїв». У своєму заповіті вона залишила 125 000 доларів чотирьом коледжам: Редкліффа, Велслі, Сміта та Брін Мора; заповіти демонстрували її тривалий інтерес до просування прав жінок і віру в те, що жінки є рівними чоловікам.

## Спадщина

### Жінки в скелелазінні
— Фенні Воркмен Workman, Two Summers in the Ice-Wilds of Eastern Karakoram
Поряд з Енні Сміт Пек, Воркмен була визнана на початку 20 століття однією з найвідоміших скелазок у світі. Їхнє суперництво показало, що жінки можуть лазити по найвіддаленішій і складній місцевості на планеті. Жінки регулярно займалися сходженнями в Альпи з 1850-х років, але в Гімалаях в альпінізмі домінували заможні англійці. Однак жодна інша жінка не лазила в Гімалаях до кінця Першої світової війни, коли вдосконалення обладнання та організації змінило характер ризиків і труднощів експедицій.
Воркмен, сама затята феміністка та прихильниця виборчого права для жінок, хотіла, щоб її читачі зрозуміли, як її внесок і досягнення відображають весь жіночий потенціал. У своїх творах вона описувала себе як таку, що «ставить під сумнів або порушує норми вікторіанської жіночої пристойності». Воркмен продемонструвала, що жінки достатньо сильні, щоб процвітати поза домом, та що їй було легко витримувати напружені фізичні навантаження, такі як їзда на велосипеді на великі відстані в спекотних і вологих місцях або альпінізм за низьких температурах і на великій висоті. Воркмен кинула виклик чоловічій сфері; у своєму некролозі в Alpine Journal вона натякнула на виклики, з якими вона зіткнулася, сказавши, що «відчувала, як страждає від „статевого антагонізму“».
Завдяки грошам, які Воркмен залишила у своєму заповіті, Коледж Веллслі щороку пропонує одному з випускників стипендію імені Фенні Воркмен у розмірі 16 000 дол. США для навчання в аспірантурі з будь-якої дисципліни. Коледж Брін Мор заснував стипендію Fanny Bullock Workman Traveling Fellowship, яка присуджується докторським кандидаткам з археології чи історії мистецтва.

### Дослідження Гімалаїв
Багато книг і статей, створених Воркменами, вважаються «все ще корисними», особливо їхні фотографії та ілюстрації, але їхні карти «оманливі та не завжди надійні». За одними оцінками стверджується, що хоча Воркмени були видатними в описі метеорологічних умов, гляціології й того, як велика висота впливає на здоров'я та фізичну форму людини, вони були поганими топографами. Воркмени були одними з перших альпіністів, які зрозуміли, що Гімалаї — це місце для найвищого випробування скелелазіння, і їхні дослідження допомогли перетворити альпінізм із виснажливого відпочинку на серйозний, регламентований змагальний вид спорту. Вони також були першими американцями, які глибоко досліджували Гімалаї та зламали британську монополію на гімалайський альпінізм.

### Книги
- Algerian memories : a bicycle tour over the Atlas to the Sahara. London: T.F. Unwin. 1895. с. 216.
- Sketches awheel in modern Iberia. London: Unwin. 1897. с. 280.
- In the ice world of Himálaya, among the peaks and passes of Ladakh, Nubra, Suru, and Baltistan. New York: Cassell & Company, Limited. 1900. с. 204.
- Ice-Bound Heights of the Mustagh: An Account of Two seasons of Pioneer Exploration and High Climbing in the Baltistan Himalaya. London: A. Constable & Co. 1908. с. 444.
- Peaks and Glaciers of Nun Kun: A Record of Pioneer-Exploration and Mountaineering in the Punjab Himalaya. London: Constable and Company Ltd. 1909. с. 411.
- The Call of the Snowy Hispar: A Narrative of Exploration and Mountaineering on the Northern Frontier of India. New York: Scribner. 1911. с. 520.
- Two Summers in the Ice-Wilds of Eastern Karakoram: The Exploration of Nineteen Hundred Square Miles of Mountain and Glacier. New York: E. P. Dutton & Company. 1916. с. 578.

### Статті
- «Among the Great Himalayan Glaciers.» National Geographic 13 (Nov. 1920): 405—406.
- «First Ascents of the Hoh Lumba and the Sosbon Glaciers in the Northwest Himalayas.» Independent 55 (December 31, 1903): 3108–12.
- Through Town and Jungle: Fourteen Thousand Miles A-Wheel Among the Temples and People of the Indian Plain.London: Unwin, 1904.
- «Miss Peck and Mrs. Workman.» Scientific American 102 (Feb 12 and April 16, 1910); 143, 319.
- «Recent First Ascents in the Himalaya.» Independent 68 (June 2, 1910): 1202–10.
- «Conquering the Great Rose.» Harper 129 (June 1914): 44–45.
- «Exploring the Rose.» Independent 85 (January 10, 1916): 54–56.
- «Four Miles High.» Independent 86 (June 5, 1916): 377—378.